# Material requirements planning
Il material requirements planning o pianificazione dei fabbisogni dei materiali, abbreviato in MRP o MRP 1, è una tecnica che calcola i fabbisogni netti dei materiali e pianifica gli ordini di produzione e di acquisto, tenendo conto della domanda del mercato, della distinta base, dei lead time di produzione e di acquisto e delle giacenze dei magazzini. 
L'intervallo temporale di pianificazione dell'MRP è di solito il giorno o la settimana, mentre l'orizzonte di pianificazione di solito è tra i 2 ed i 6 mesi.
I sistemi MRP sono molto utili per aziende che hanno distinte base complesse e/o lead time di approvvigionamento relativamente lunghi.
L'MRP è un sistema di pianificazione a medio termine, che sta a metà strada tra il piano principale di produzione (MPS), il sistema di pianificazione a lungo termine, e gli schedulatori, ovvero i sistemi di pianificazione a breve termine.
L'MRP è anche chiamato sistema con logica push, in opposizione ai sistemi pull. Esistono anche sistemi ibridi, che combinano le due logiche.

## Storia
La tecnica è stata inventata negli anni cinquanta da Joseph Orlicky. Utilizzata a partire dagli anni settanta, essa ha generato in seguito altre tecniche ed algoritmi per la gestione operativa, che hanno ricevuto prima il nome di MRP 2 (manufacturing resources planning) negli anni ottanta, per arrivare infine ai sistemi integrati ERP (enterprise resource planning), che gestiscono pressoché tutta l'informazione necessaria per gestire una azienda.
L'MRP è quindi un sottinsieme dei sistemi MRP 2 ed ERP.
L'MRP serve per pianificare gli ordini di produzione, di conto lavorazione esterni e di acquisto.
Esso ragiona a capacità infinita, mentre i sistemi MRP 2 ragionano anche a capacità finita, e permettono di pianificare anche il fabbisogno delle risorse di produzione (macchine, uomini, mezzi).
I sistemi ERP invece rappresentano l'insieme dei moduli che servono a gestire tutta l'informazione in una azienda o organizzazione: dalle vendite alla produzione, dagli acquisti alla contabilità, dalla distribuzione ai trasporti.

## Logica funzionale
In ogni azienda di produzione, c'è una persona che deve rispondere alle tre domande:
- Che cosa produrre e acquistare?
- Quanto produrre e acquistare?
- Quando produrre e acquistare?

L'MRP è lo strumento che serve per rispondere a queste domande.
Inoltre esso ottiene come risultati gestionali:
- Il coordinamento della logistica dei materiali;
- La minimizzazione delle scorte;
- La massimizzazione del livello di servizio.

L'MRP è un algoritmo che riceve in ingresso la domanda di mercato e/o le previsioni di vendita, la distinta base, i lead time, la situazione delle scorte, e produce in uscita gli ordini di produzione, di conto lavorazione e di acquisto necessari per rispondere alla domanda di mercato.

L'MRP trasforma i fabbisogni dei prodotti finiti ("articoli a domanda indipendente"), nei fabbisogni dei componenti e delle materie prime ("articoli a domanda dipendente").
Questo procedimento si chiama Esplosione del fabbisogno dei materiali.
L'algoritmo usa una tabella chiamata il Record classico dell'MRP, dove le colonne rappresentano un periodo e le righe rappresentano informazioni di pianificazione.
Le righe della tabella comprendono:
- Il fabbisogno lordo, ovvero un mix tra ordini clienti e previsioni di vendita;
- Gli ordini emessi in arrivo;
- La disponibilità, che viene calcolata dall'MRP;
- Il fabbisogno netto, cioè quanto necessariamente manca per rispondere alla domanda di mercato;
- Gli ordini da emettere, detti anche ordini pianificati.

L'algoritmo esegue tre fasi:
1. La nettificazione delle scorte, che calcola quanto bisogna produrre al netto delle giacenze.
2. La precessione temporale (Lead time offsetting), per anticipare la produzione e gli acquisti rispetto al momento del fabbisogno.
3. L'esplosione dei fabbisogni, che trasmette ai componenti ed alle materie prime i fabbisogni netti.

Al termine dell'esecuzione dell'algoritmo, il sistema propone gli ordini di produzione e gli ordini di acquisti pianificati.
I primi sono la risposta alla domanda: "Che cosa, quanto e quando produrre?".
I secondi sono la risposta alla domanda: "Che cosa, quanto e quando acquistare".

Ad esempio si è previsto di produrre 4 unità di prodotto finito 1 (PF1) da produrre entro il mese 9 (anno n, corrente). Per una unità di PF1 occorrono 3 unità di A (scorte a zero, lead time di 3 mesi) e 2 di B (scorte di 6 unità, lead time di 6 mesi), avendo scorte di PF1 per 1 unità. A livello 2 della distinta base abbiamo che per una unità di A occorrono 4 unità di C (scorte 5, lead time di acquisto 2 mesi), e sempre per ogni singola unità di B occorrono 4 unità di D (scorte zero, LT 1 mese). Essendo C un particolare di acquisto, non ha componenti "figli"a livelli inferiori della distitna base.

L'MRP nettifica il fabbisogno di PF1 che risulterà pari a 3 unità, tenendo conto dell'esistenza iniziale pari a 1 unità. Quindi analizza la distinta base al livello inferiore e ricava: fabbisogno di 9 unità di A (3*3), e 6 unità di B (3*2). Le scorte di A sono pari a zero, quindi l'MRP genera un ordine di produzione per 9 con data di consegna al mese 6 (mese 9 di consegna di PF1-3 mesi di lead time di A); per B non genera nulla, poiché le scorte di 6 unità coprono esattamente il fabbisogno. 

Ora "scende" al livello 2 della distinta, per B non esplode la distinta base (nessun calcolo per D) in quanto il fabbisogno di B è già coperto dal magazzino. Invece, per A esplode la distinta: fabbisogno di 31 unità di C (4 * (3 *3) - 5, in giacenza) per cui propone ordine di acquisto avente data di consegna (mese 9 - 3 - 2 = data di consegna - lead time di A - lead time di C). L'MRP ha esaurito l'elaborazione 

Le date come visto sono ricavate a partire dalla data di consegna del prodotto finito (inserita nel Master Production Schedule) e sottraendo i tempi di produzione o di acquisto del particolare e di tutti gli assiemi di livello superiore, intermedi in distinta base, che separano il particolare dal prodotto finale.
A questo punto ci può essere un filtro umano che modifica quantità o date, oppure il sistema trasforma automaticamente gli ordini da pianificati a esecutivi.
Alcuni sistemi MRP contengono anche moduli per il dimensionamento dei lotti di produzione e di acquisto, moduli che permettono di minimizzare i costi di immobilizzo e di emissione degli ordini.
L'MRP ha due principali difetti:
- Ragiona a capacità infinita.
- Considera i lead time essere costanti.

Questi sono il motivo per cui sono stati aggiunti i moduli di Capacity planning (CRP) e quelli di schedulazione, ottenendo così i sistemi che vanno sotto il nome di MRP 2, ovvero Manufacturing Resources Planning.